# Площа Гренджі-Донського
Площа Гренджі-Донського — вулиця у центральній частині Ужгорода, примикає до вулиць Панаса Мирного та Підгірна.

## Історія
Площа найменована так до сторіччя видатного письменника, журналіста і громадського діяча Василя Ґренджі-Донського.

## Будівлі
На площі знаходиться будинок товариства «Просвіта», споруджений на народні кошти у 1928 році. Саме тут активно працював Ґренджа-Донський, сюди щоденно ходив зі свого помешкання на набережній Рошковича (нині набережна Незалежності), звідси евакуйовував майно, коли уряд Карпатської України переїздив до Хуста. На іншому будинку площі висить меморіальна дошка з портретом митця. Поруч — ректорат УжНУ. Навпроти дві церковні будови: Церква християн-адвентистів сьомого дня та Євангельська методистська церква.